# دی هاویلند دی‌اچ.۱۵
دی هاویلند دی‌اچ. ۱۵ (به انگلیسی: De_Havilland_DH.15) یک هواگرد ملخ‌پیشین تک‌موتوره از نوع بستر آزمون موتور ساخت شرکت د هویلند است. در مجموع، تعداد ۱ فروند از این هواگرد ساخته شده‌است.